# James Wendell
James Isaac Wendell (ur. 3 września 1890 w Schenectady w stanie Nowy Jork, zm. 22 listopada 1958 w Filadelfii) – amerykański lekkoatleta, płotkarz, wicemistrz olimpijski z 1912.
Na igrzyskach olimpijskich w 1912 w Sztokholmie Wendell zdobył srebrny medal w biegu na 110 metrów przez płotki, za swym rodakiem Frederickiem Kellym.
Wendell był akademickim mistrzem Stanów Zjednoczonych (IC4A) w biegu na 120 jardów przez płotki w 1912 i 1913 oraz w biegu na 220 jardów przez płotki w 1913.
Później pracował przez wiele lat jako dyrektor szkoły średniej.